# Hans Ziegenfuß
Hans Ziegenfuß (* 1942; † 17. April 2009 in Bremen) war ein deutscher Gewerkschaftsführer.
Der gelernte Schlosser und Schiffbauer war auf der bremischen Großwerft AG Weser beschäftigt und dort als aktives Mitglied der IG Metall Betriebsratsvorsitzender. Zudem saß er als Gewerkschaftsvertreter im Aufsichtsrat der Friedrich Krupp AG. Anfang der 1980er Jahre geriet die Werft in massive wirtschaftliche Schwierigkeiten, sodass die Insolvenz drohte. Ziegenfuß organisierte Massendemonstrationen der 2000 Mitarbeiter und am 9. September 1980 trat der Betriebsrat aus Protest gegen ein vorgelegtes Konzept des Vorstandes zurück. Dieses sah unter anderem 500 Entlassungen vor und wäre laut Ziegenfuß der „Anfang vom Ende“ gewesen. Mit der Verwirklichung sei eine Weiterführung der Werftarbeit kaum noch möglich gewesen und ein weiterer Schritt in Richtung Stilllegung getan. Die Schließung der AG Weser zum 31. Dezember 1983 war allerdings nicht mehr abzuwenden und unter Ziegenfuß' Führung besetzten die Arbeiter im September das Betriebsgelände. Auf einer Streikversammlung am 23. September 1983, zwei Tage vor den Bürgerschaftswahlen, warf er sein SPD-Parteibuch demonstrativ und medienwirksam vor dem anwesenden Präsidenten des Senats und Bürgermeister Hans Koschnick auf den Tisch und erklärte:

„Ich hab', damit es vollständig ist, vorher noch die letzten Marken eingeklebt, aber ich geb' dir hiermit mein Parteibuch zurück und lege meine Mandate nieder.“

Mit dieser Aktion erlangte Ziegenfuß bundesweite Bekanntheit, auch wenn ihn der Bundesvorstand der IG Metall in Frankfurt am Main für die Besetzung scharf kritisierte. Auf einem Gewerkschaftskongress im Oktober kam es deswegen zu erheblichen Spannungen zwischen einer Gruppe von Betriebsräten mit Ziegenfuß in ihren Reihen und dem Vorstand.
Fast genau fünf Monate später stand er abermals im Mittelpunkt des Interesses: Am 25. Februar 1984 debattierten 173 bremische Gewerkschafter auf der Vertreterversammlung. Der bis dato seit 16 Jahren amtierende Bevollmächtigte der IG Metall in der Hansestadt Arno Weinkauf war in die Kritik geraten und einer der Delegierten schlug Ziegenfuß als Gegenkandidaten bei der Wiederwahl vor. Daraufhin schaltete sich unerwarteterweise der Bezirksleiter Otto vom Steeg ein und berichtete, dass Ziegenfuß seine Tantiemen aus der Tätigkeit bei Krupp nicht ordnungsgemäß abgeführt habe. Dieser rechtfertigte sich mit dem Hinweis, er habe das Geld für Betriebsratsarbeit und Paket-Aktionen an die polnische Bevölkerung ausgegeben. Die Teilnehmer der Versammlung reagierten empört auf das Eingreifen vom Steegs und verurteilten dieses aufs Schärfste. Es kam zu einer Kampfabstimmung, die Ziegenfuß mit 86 zu 81 Stimmen für sich entscheiden konnte, so dass er zum neuen ersten Bevollmächtigten der Gewerkschaft in Bremen ernannt wurde. Seine ehemaligen Werftkollegen sahen den Aufstieg von Ziegenfuß in der Gewerkschaft teilweise kritisch. Sie führten an, dass er mit seinem Versuch, eine Wiederwahl Koschnicks zu verhindern, gescheitert sei und dennoch im Gegensatz zu ihnen mit einem sicheren Arbeitsplatz bedacht werde. Er wechselte allerdings bald darauf in die Bezirksleitung der Gewerkschaft nach Hannover. Bis zu seinem Vorruhestand im Jahre 2004 betreute er dort vornehmlich die Branche Stahl und war lange Zeit stellvertretender Gesamtbetriebsratsvorsitzender der IG Metall.
2009 starb Hans Ziegenfuß im Alter von 66 Jahren im Zuge einer Herzoperation.

## Publikationen
- Hans Ziegenfuß (Hrsg.), Heiner Heseler (Hrsg.), Hans Jürgen Kröger (Hrsg.): „Wer kämpft kann verlieren, wer nicht kämpft hat schon verloren“ – Tagebuch einer Betriebsbesetzung. VSA-Verlag, Hamburg 1987, ISBN 3-87975-259-1.